# Louis de France (1775-1844)
Pour les articles homonymes, voir Louis de France.
Titres
Prétendant légitimiste
aux trônes de France et de Navarre
6 novembre 1836 – 3 juin 1844
(7 ans, 6 mois et 28 jours)
Dauphin de France
16 septembre 1824 – 2 août 1830
(5 ans, 10 mois et 17 jours)
Signature
Louis-Antoine d’Artois, né le 6 août 1775 à Versailles, en France, et mort à Goritz, en Autriche (aujourd’hui Gorizia en Italie) le 3 juin 1844, petit-fils de France et duc d’Angoulême (1775-1824), puis Louis-Antoine de France, dauphin de France (1824-1830) puis comte de Marnes (1830-1844), puis Louis de France à partir de 1836, est un prince de la maison royale de France, fils de Charles-Philippe de France (comte d'Artois et futur Charles X), et de Marie-Thérèse de Savoie.
Lors des événements de la révolution de Juillet (1830), peu après l’abdication de son père Charles X, il renonce lui-même à ses droits en faveur de son neveu Henri d'Artois. Il s’exile ensuite avec le titre de courtoisie de comte de Marnes. À la mort de son père (1836) jusqu'à son propre décès (1844), il devient l’aîné des Capétiens et le chef de la maison de Bourbon, prétendant à la Couronne de France et reconnu comme roi par les légitimistes sous le nom de Louis XIX.
Parmi les distinctions militaires qui lui ont été données, le duc d’Angoulême était notamment colonel général des cuirassiers et dragons, grand-amiral de France et généralissime de l’armée d'Espagne.

## Biographie

### Jeunesse

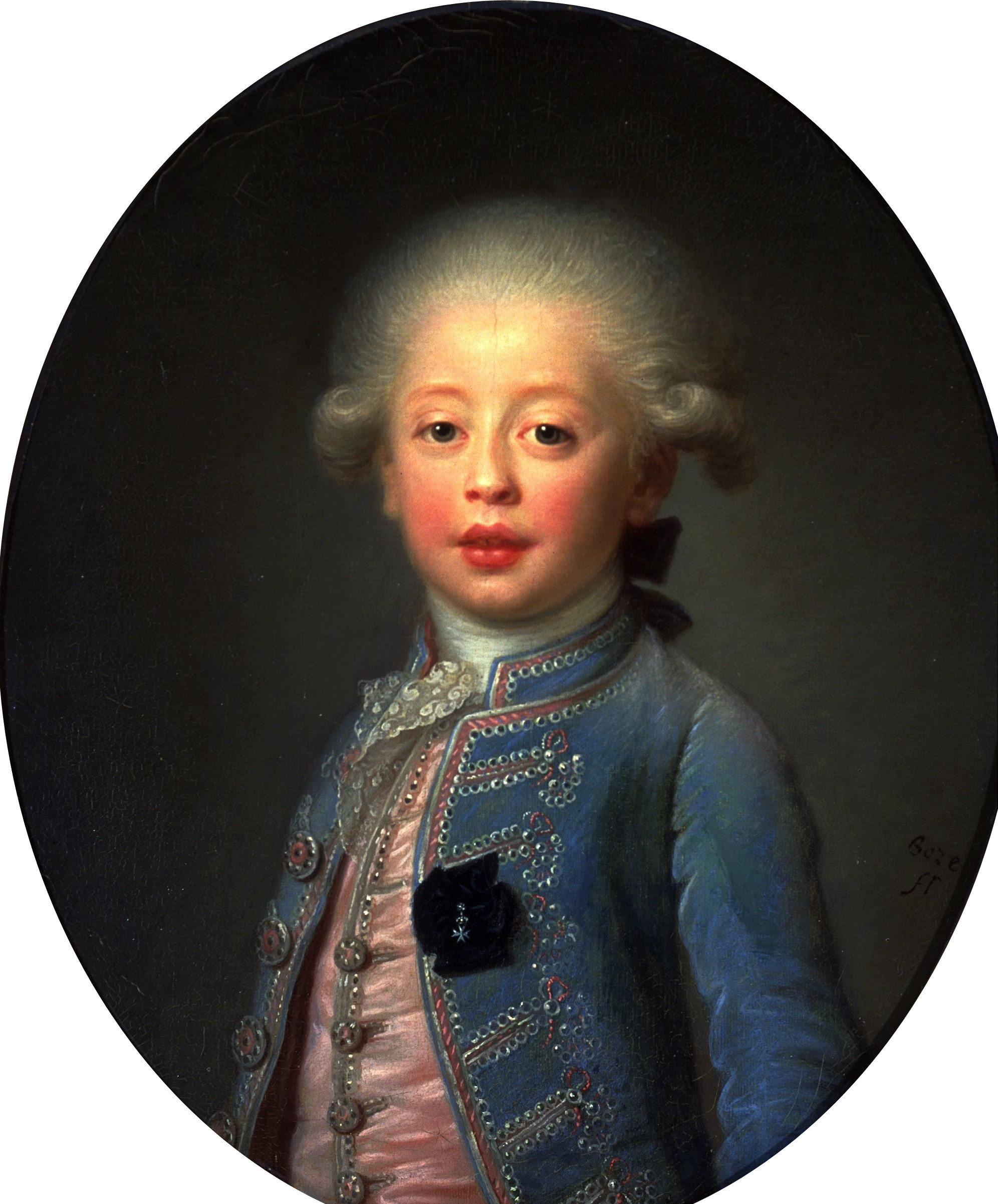
Portrait de Louis-Antoine de Bourbon, par Joseph Boze, 1785.

Né le 6 août 1775 à Versailles, il est le fils aîné de Charles-Philippe de France, comte d’Artois (futur Charles X) (1757-1836) et de son épouse Marie-Thérèse de Sardaigne (1756-1805), de la maison de Savoie. Il est titré à sa naissance duc d’Angoulême par le roi Louis XVI. Il est ondoyé le jour de sa naissance à Versailles par Joseph de Cheylus, évêque de Cahors, en présence de Louis XVI et de Marie-Antoinette ainsi que du futur Louis XVIII et de son épouse Marie-Joséphine de Savoie.
La naissance du petit garçon Louis a été chaleureusement accueillie. En fait, il est le premier prince de la Maison de Bourbon d'une nouvelle génération. Cela plaisait particulièrement à son père, le Comte d'Artois, car il avait un fils avant son frère, le roi Louis XVI (oncle de Louis), qui était marié à Marie-Antoinette depuis cinq ans mais n'avait pas d'enfants, tandis que lui n'avait épousé Marie-Thérèse de Savoie qu'en novembre 1773.
Louis Antoine d'Artois est baptisé tardivement, le 28 août 1785, le même jour que son frère Charles-Ferdinand d'Artois, dans la Chapelle du château de Versailles par Jean Armand de Roquelaure, évêque de Senlis. Son parrain est le roi Louis XVI et sa marraine est la reine Marie-Antoinette.
Il est le dernier prieur en titre de la Maison du Temple.
Il émigre le 16 juillet 1789 avec son père, et rejoint l’armée de Condé en 1792 financée pour grande part par le gouvernement britannique.

### Premier Empire

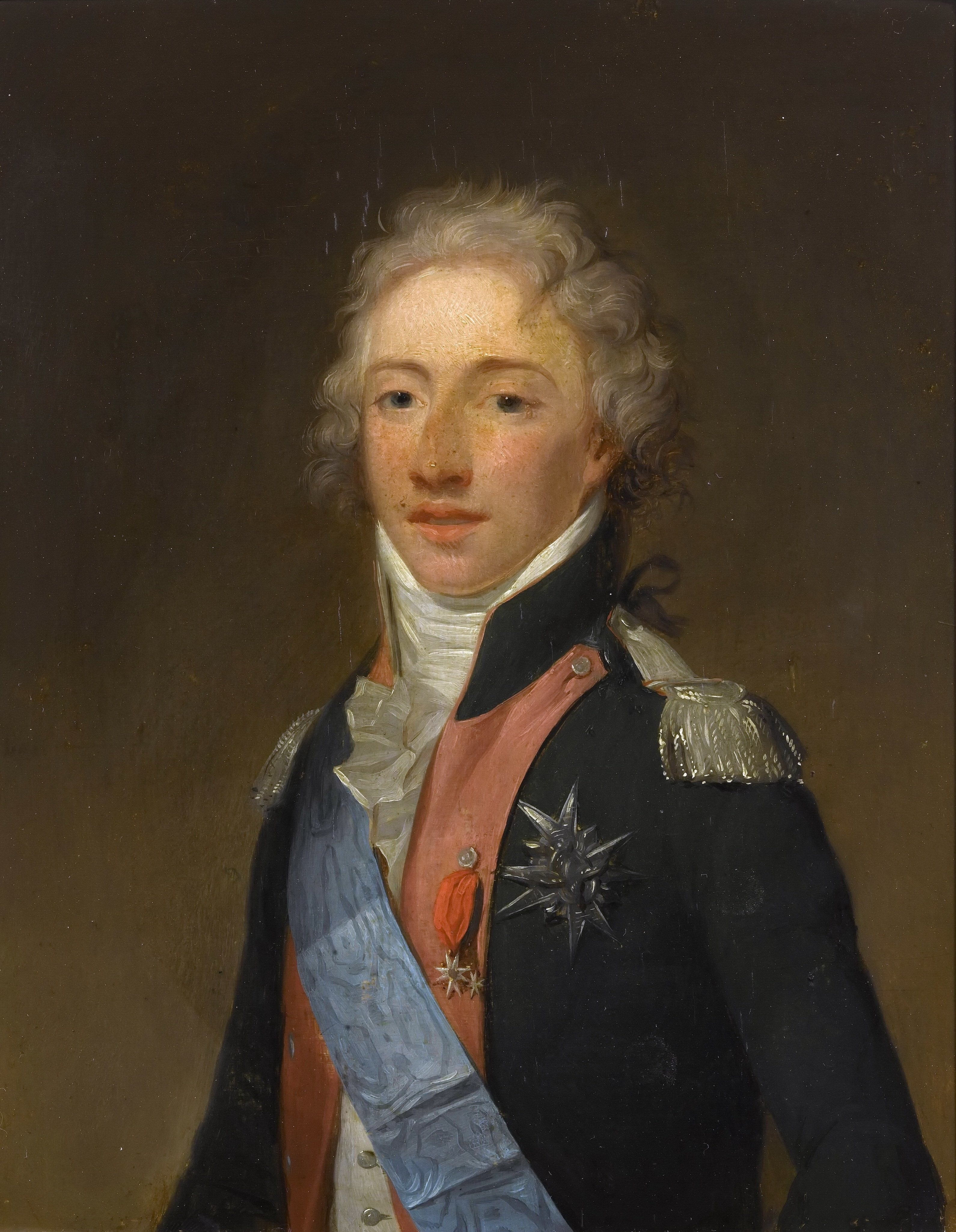
Le duc d'Angoulême en 1796.

Pendant l'Empire, les communications entre le continent et l'Angleterre étant coupées, son oncle Louis XVIII charge Anne-Louis-Henri de La Fare, évêque de Nancy, de lui verser, ainsi qu'à son frère Charles Ferdinand d'Artois, le duc de Berry, des sommes importantes versées depuis des maisons de banque de Vienne pour l'entretien de sa Maison, pour les pensions de l'armée des princes et pour assurer la subsistance de ses compatriotes. Pour les mois de mars et d'avril 1807 le versement fut ainsi de 18 676 livres tournois (soit l'équivalent de 1 634 150 euros).

### Première et Seconde Restaurations
Au contraire de son père et de son frère, le duc d’Angoulême a des tendances libérales. Fasciné par le système anglais, il se rapproche politiquement de son oncle et de Decazes. Le duc d'Angoulême combat en Espagne aux côtés de Wellington en 1814. Il rentre en France à la Restauration.

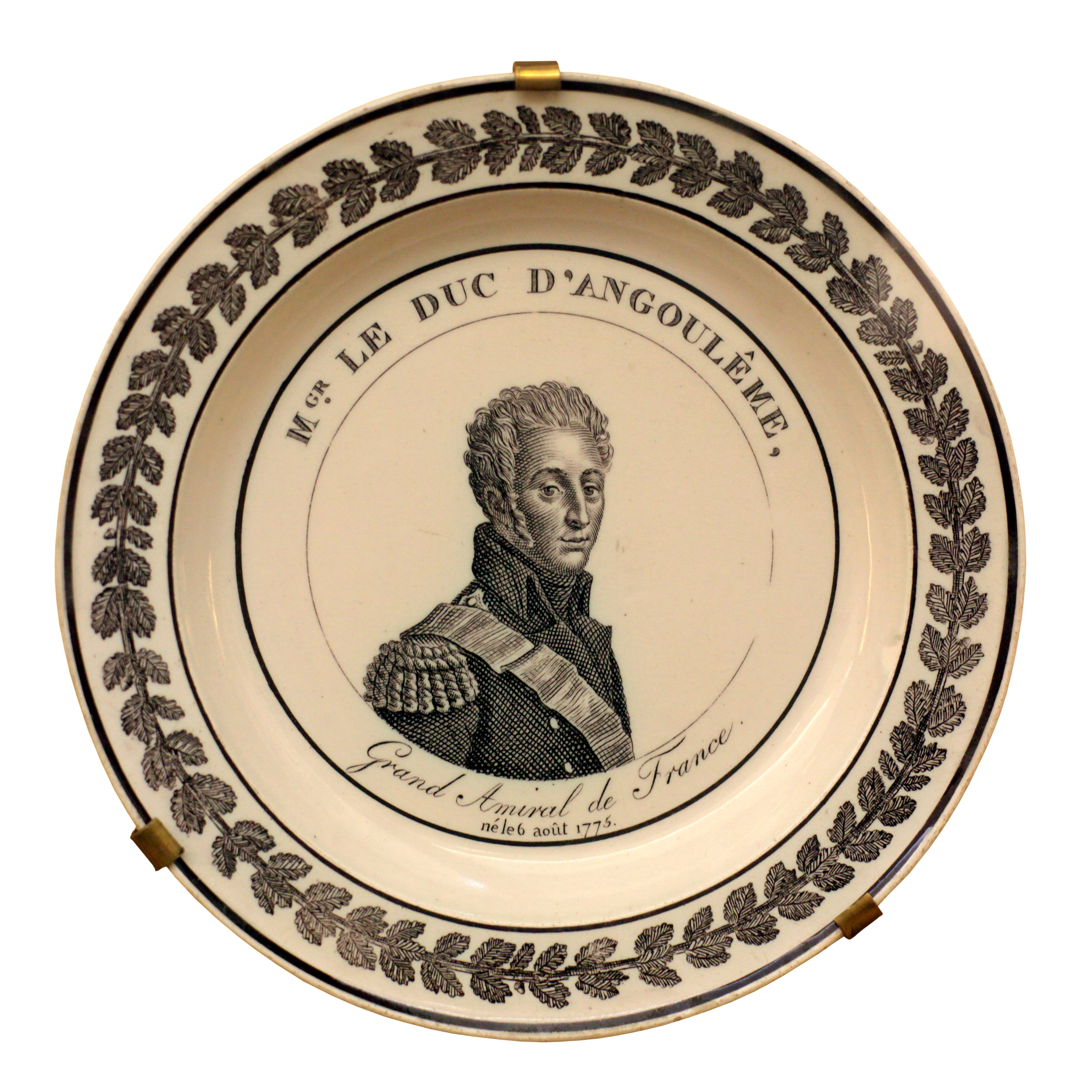
Le duc d'Angoulême en tant que grand amiral de France. Assiette exposée au Musée national de la Marine, Paris.

En mars 1815, après avoir visité Orléans, Bourges, Châteauroux, Issoudun, Limoges et Périgueux, il est en voyage officiel à Bordeaux quand il apprend le débarquement de Napoléon à Golfe Juan. Il lève dans le Midi une petite armée, remporte quelques succès locaux. Toutefois il échoue et se voit contraint de licencier sa division et d'envisager d'émigrer. Le 3 avril 1815 dès le début des Cent-Jours, il réclame, à Donzère, l'exécution de la convention de La Palud à Grouchy, qui en réfère à Napoléon. Sur l'ordre exprès de ce dernier, le général Radet arrête le duc et l'envoie à Sète pour lui permettre de s'exiler.
La commune de Villeneuve-lès-Maguelone change de nom pour Villeneuve-Angoulême en son honneur (1816).
Le duc d'Angoulême, passa par Cholet dès 1814, capitale des guerres de Vendée, et revint trois ans plus tard en la « cité du Mouchoir ». Une visite royale qui prit la forme d'une réconciliation,.

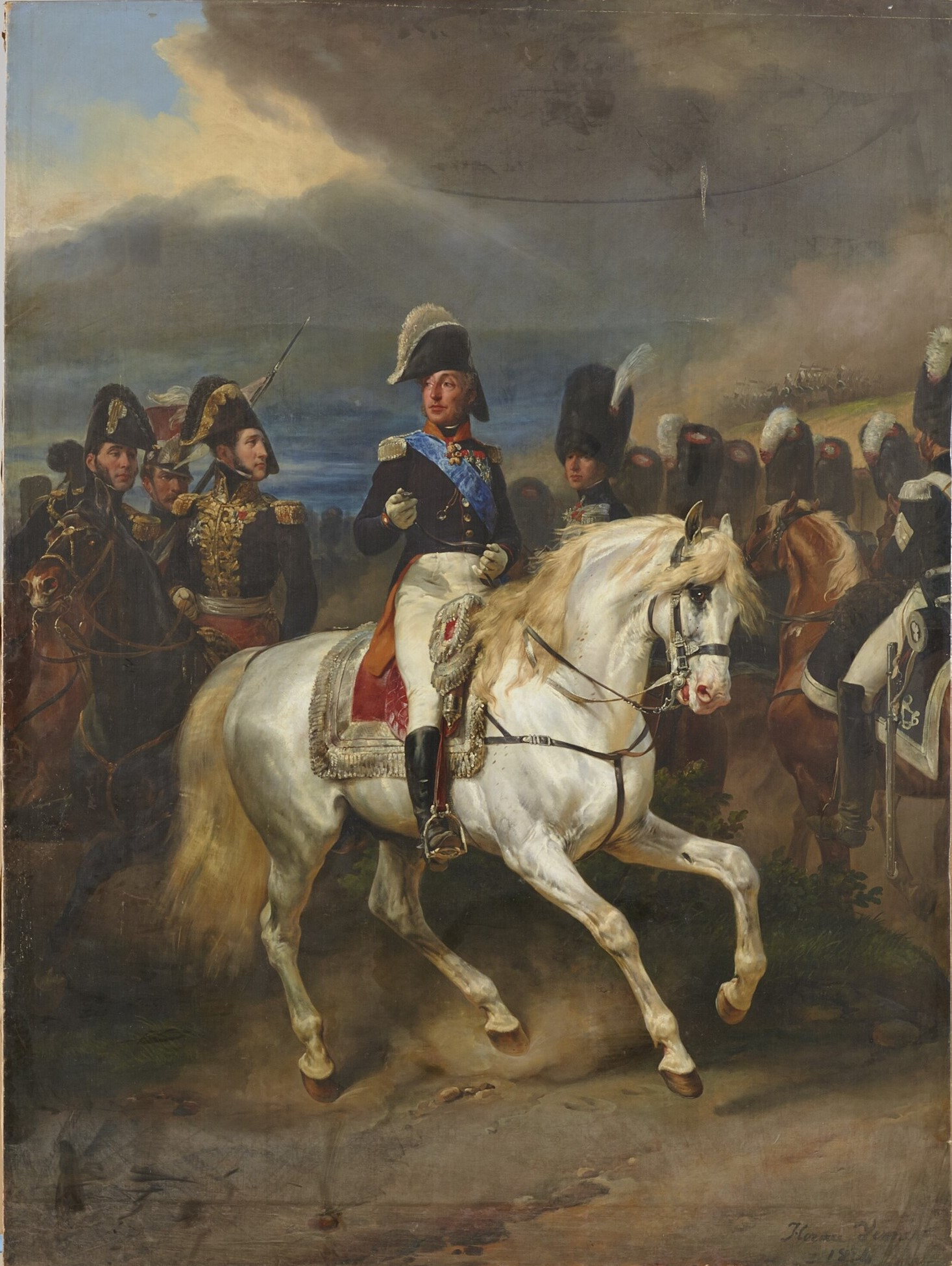
Portrait équestre du duc d’Angoulême, peint par Vernet en 1824.

En 1817, le duc d'Angoulême accepte la dédicace proposé par le Lieutenant de vaisseau Jean-Baptiste Antoine Babron, futur capitaine de vaisseau pour son livre : précis des pratiques de l'art naval en France, en Espagne et Angleterre. Livre qui vaudra à Babron l'ordre de Saint-Louis et créera une amitié entre le duc d'Angoulême et Babron jusqu'en 1830.
De 1819 à 1830, il préside, à la demande de Louis XVIII, la Société royale pour l'amélioration des prisons.
En 1823, il conduit la victorieuse expédition d'Espagne, qui gagne la bataille du fort du Trocadéro, s'empare de Cadix et restaure, en monarque absolu, Ferdinand VII d'Espagne. Cependant, cette expédition est marquée par de nombreuses tensions, notamment entre le duc d’Angoulême et Villèle. En effet, ce dernier rappelle à de nombreuses reprises au duc qu’il n’est là que pour remettre sur son trône son « cousin et ami » en tant que monarque absolu, ce qui va à l’encontre des opinions politiques du duc.

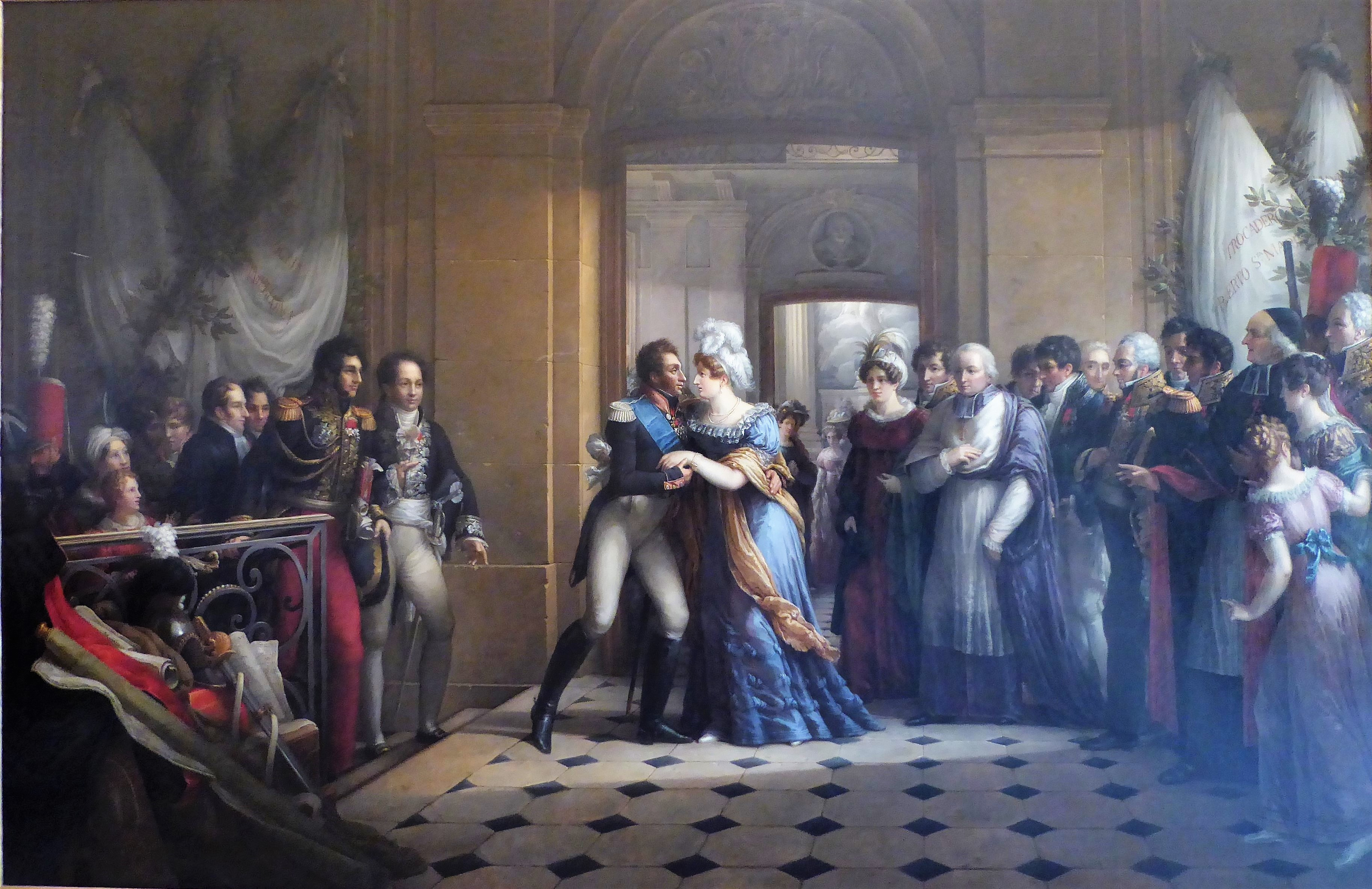
Entrevue du duc et de la duchesse d'Angoulême le 1 décembre 1823 au palais épiscopal de Chartres par Garnier.

À l'avènement de son père Charles X en 1824, il devient dauphin de France.

### Abdication de Charles X et renonciation du dauphin
À la suite des émeutes parisiennes dites des « Trois Glorieuses », Charles X abdique le 2 août 1830 en faveur de son petit-fils Henri d'Artois (1820-1883), abdication contresignée par Louis-Antoine de France qui déclare renoncer à ses droits en faveur de son neveu. Cette abdication, contraire aux lois fondamentales du royaume, est de toute façon sans effet, car Louis Philippe d’Orléans se fait proclamer roi des Français par les chambres le 7 août, et la famille royale part en exil le 16 août. Le prince Louis-Antoine prend alors le titre de comte de Marnes.
Entre le moment où Charles X a signé l'acte d'abdication et le moment où, sur l'ordre de son père, Louis-Antoine a contresigné le document pour renoncer à ses droits en faveur de son neveu, s'écoula un laps de temps pendant lequel il aurait pu être « Louis XIX », si l'abdication avait été faite en sa faveur, et si les chambres l'avaient ensuite reconnu et proclamé roi. Cependant, si l'on s'en tient au principe d’indisponibilité de la couronne des lois fondamentales du royaume, l'abdication étant impossible, celle de Charles X est donc nulle : « Louis XIX » n'aurait donc pas pu être reconnu roi par les légitimistes avant la mort de Charles X en 1836. À cette date, il devint le nouveau prétendant au trône pour le mouvement légitimiste — à l'exception de la faction henriquinquiste, qui soutenait le duc de Bordeaux depuis que Charles X avait abdiqué en sa faveur.
Selon certains constitutionnalistes, Louis-Antoine n'ayant pas abdiqué en tant que roi mais seulement renoncé à ses droits en tant que dauphin, et n'ayant pas été reconnu ni proclamé roi par les chambres, ni par le lieutenant-général nommé par les députés, il n'y a jamais eu de « roi Louis XIX ». Ce point de vue n'est pas partagé par toute la doctrine.

### Second exil et dernières années

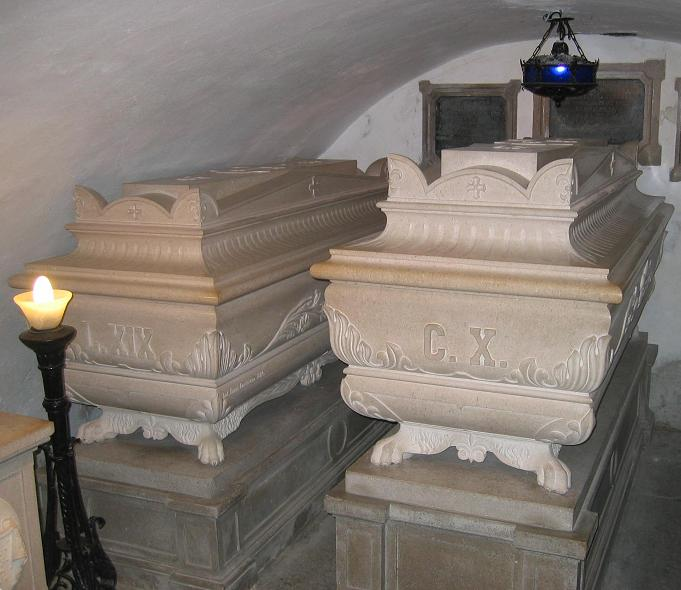
Tombeaux de Charles (« C. X. ») et de Louis de France (« L. XIX ») à Kostanjevica.

À la mort de son père à Göritz (Autriche) le 6 novembre 1836, Louis-Antoine de France devient l’aîné des descendants de la famille royale selon la tradition de primogéniture mâle. La plupart des légitimistes le reconnaissent alors comme roi de France et de Navarre sous le nom de « Louis XIX », contre Louis-Philippe d'Orléans (les henriquinquistes lui préférant son neveu « Henri V », en vertu de l'acte d'abdication).
À sa mort en exil à Göritz le 3 juin 1844, son neveu, le comte de Chambord (1820-1883), succéda comme aîné des Capétiens et chef de la maison de France sous le nom de « Henri V ».
Il est enterré à Nova Gorica, en Slovénie.

### Mariage et descendance
Le 10 juin 1799, il épousa au palais de Mittau (Russie) sa cousine Marie-Thérèse de France, fille de Louis XVI. Le couple n'eut pas d'enfant.

## Titulature

### Titulature
- 6 août 1775 - 26 mars 1815 : Son Altesse Royale Louis-Antoine d'Artois, petit-fils de France, duc d'Angoulême (le duché d'Angoulême était compris dans l'apanage de son père, le comte d'Artois, ce qui explique également son nom de famille : « d'Artois », car à sa naissance il était un cadet dans la famille royale) ;
- 26 mars 1815 - 16 septembre 1824 : Son Altesse Royale Louis-Antoine d'Artois, fils de France, duc d'Angoulême (le roi Louis XVIII étant veuf et sans enfant depuis 1810, l'héritier présomptif de la couronne étant le comte d'Artois, Louis XVIII permit aux enfants du comte d'Artois, Louis-Antoine et son frère Charles-Ferdinand de prendre le titre de fils de France. L’Almanach royal de 1815 (confectionné[9] en décembre 1814) donna le titre de fils de France au duc d'Angoulême, et lui-même prit ce titre dès le 26 mars 1815, dans une proclamation[10] à Nîmes au début des Cent-Jours) ;
- 16 septembre 1824 - 2 août 1830 : Son Altesse Royale le dauphin de France (son père le comte d'Artois devient le roi Charles X, et Louis-Antoine devient l'héritier de la couronne) ;
- 2 août 1830 - 3 juin 1844 : Son Altesse Royale le dauphin de France, comte de Marnes (lors de l'exil de la famille royale, Louis-Antoine adopta le titre de courtoisie de comte de Marnes en référence à un château appartenant à son épouse en la commune de Marnes-la-Coquette).

### Décorations dynastiques françaises
Royaume de France
| Ordre du Saint-Esprit                   | Chevalier (27 mai 1787) puis grand-maître (1836-1844) des ordres du Roi                                  |
| Ordre national de la Légion d'honneur   | Grand-croix de l’ordre royal de la Légion d'honneur (3 juillet 1816)                                     |
| Ordre royal et militaire de Saint-Louis | Grand-croix (10 juillet 1816) puis grand-maître (1836-1844) de l’ordre royal et militaire de Saint-Louis |
| Décoration du Lys                       | Décoration du Lys                                                                                        |
| Décoration du Brassard de Bordeaux      | Décoration du brassard de Bordeaux                                                                       |

### Décorations étrangères
Ordre de Malte
| Ordre de Malte | Grand Prieur de l'Ordre de Malte |

 Empire d'Autriche
| Ordre militaire de Marie-Thérèse | Grand-croix de l'ordre militaire de Marie-Thérèse |

 Royaume des Deux-Siciles
| Ordre de Saint-Janvier                | Chevalier de l'illustre ordre royal de Saint-Janvier (1824) |
| Ordre de Saint-Ferdinand et du Mérite | Grand-croix de l'ordre de Saint-Ferdinand et du Mérite      |

 Royaume d'Espagne
| Ordre de la Toison d'Or | Chevalier de l'ordre de la Toison d'Or (1814, déchu en 1833) |
| Ordre de Charles III    | Grand-croix de l'ordre de Charles III                        |

 Royaume de Prusse
| Ordre de l'Aigle noir | Chevalier de l'ordre de l'Aigle noir |

 Empire russe
| Ordre de Saint-André   | Chevalier de l'ordre de Saint-André                           |
| Ordre de Saint-Georges | Grand-croix de l'ordre impérial et militaire de Saint-Georges |

 Royaume de Sardaigne
| Ordre suprême de la Très Sainte Annonciade | Chevalier de l'ordre suprême de la Très Sainte Annonciade (1824) |

 Royaume de Saxe
| Ordre de la Couronne de Rue | Chevalier de l'ordre de la Couronne de Rue |